# Знай наших!
«Знай наших!» — радянський фільм 1985 року знятий на кіностудії «Казахфільм» режисером Султан-Ахметом Ходжиковим.

## Сюжет
Історія дружби прославленого казахського борця Хаджі Мукана та російського богатиря Івана Піддубного, чемпіонів світу з боротьби.
У 1904 році казахський силач Хаджі Мукан, який з успіхом виступав на ярмаркових підмостках, натхненний успіхами Івана Піддубного, вирішує спробувати сили на великій арені. Йому вдається подолати численні труднощі та інтриги конкурентів на шляху до мети, і незабаром обидва борці з тріумфом, виступаючи в Парижі, займають два перші місця.

## Зйомки
Роль Хаджі Мукана у фільмі виконав Алеухан Бекбулатов, який не є професійним актором, сільський тракторист із радгоспу «Дружба» Чимкентської області, зовні дуже схожий на легендарного силача. Ролі суперників Хаджі Мукана виконали професійні борці: роль французького борця виконав дворазовий олімпійський чемпіон Сослан Андієв, японського дзюдоїста — триразовий переможець першості СРСР Марат Азімбаєв, а роль «дядька Вані», тренера, — дворазовий бронзовий призер.

## В ролях
- Алеухан Бекбулатов — Хаджі-Мукан Мунайтпасов
- Дмитро Золотухін — Іван Піддубний
- Олександр Фуфачов — Григорій Кащеєв
- Сослан Андієв — Рауль ле Буше
- Федір Сухов — Максим Горький
- Аскольд Макаров — граф Рібоп'єр
- Олена Акіф'єва — Марія Думарова
- Георгій Мартіросян — Фурбас
- Олексій Ванін — Лебедєв, «дядько Ваня»
- Євген Моргунов — генерал
- Жан Байжанбаєв — кадет
- Гурген Тонунц — шталмейстер
- Олена Іонова — мадам ля Буші
- Олександр Панкратов-Чорний — Петька
- Гульнара Єралієва — Хадіша
- Марат Азімбаєв — Сара Кікі, дзюдоїст з Японії.
- Ігор Боголюбов — Смородін
- Лев Золотухін — головний арбітр
- Олександр П'ятков — арбітр
- Кененбай Кожабеков — епізод

## Знімальна група
- Режисер — Султан-Ахмет Ходжиков
- Сценарист — Рустем Ходжиков, Султан-Ахмет Ходжиков
- Оператор — Іскандер Тинишпаєв, Олександр Нілов
- Композитор — Мурад Кажлаєв
- Художник — Віктор Ледньов